# یواس‌اس بلاتریکس (ای‌کی‌ای-۳)
یواس‌اس بلاتریکس (ای‌کی‌ای-۳) (به انگلیسی: USS Bellatrix (AKA-3)) یک کشتی بود که طول آن ۴۵۹٫۰۸ فوت (۱۳۹٫۹۳ متر) بود. این کشتی در سال ۱۹۴۱ ساخته شد.